# Phillip Boa
Phillip Boa, geboren als Ernst Ulrich Figgen (Dortmund, 18 januari 1963), is een Duitse onafhankelijke muzikant, songwriter, zanger, gitarist en componist en hoofd van de band Phillip Boa and the Voodooclub. Phillip Boa and the Voodooclub behoren tot de meest gerenommeerde Duitse bands, die ook internationaal erkend worden door critici en fans (ARD). Bij de rondvraag "Made in Germany - Die einflussreichsten deutschen Musiker" stond Phillip Boa in de Top 20 (Laut.de). Hij wordt ook beschouwd als een van de scherpste waarnemers van onze maatschappij en Duitslands meest vooraanstaande songwriters, met een cynisch-poëtische blik, vol raadselachtige metaforen en scherpe wijsheid (New Musical Express) en betoverende proza/poëzie in teksten en karakters, tegelijkertijd koorzacht en bruut, romantisch waar het past. Zijn ideologie is er een van weigering om zich te laten verleiden tot de media en de showbusiness. (Rolling Stone)

## Biografie
Phillip Boa richtte in 1985 samen met zijn toenmalige partner Pia Lund de onafhankelijke band Phillip Boa and the Voodooclub op. Hij is het enige bandlid met een volwaardig lidmaatschap. Met het album Hair en de single Container Love in 1989 behaalde hij commercieel succes en internationale erkenning.
Na zijn meest succesvolle album tot nu toe, Boaphenia (1993), maakte Boa een bewuste breuk om zich te wijden aan zijn metal project Voodoocult. Met Voodoocult richtte Phillip Boa een heavy metal band op, bestaande uit Dave Lombardo (Slayer) op drums, Chuck Schuldiner † (Death), Waldemar Sorychta en Mille Petrozza (Kreator) als gitaristen en hijzelf als zanger. De band bracht in 1994 het album Jesus Killing Machine uit. Een jaar later bracht de band een tweede, gelijknamig album uit. Daarna ging de band weer uit elkaar.
Sinds 1994 tot vandaag werkt Phillip Boa nog steeds samen met Phillip Boa and the Voodooclub. Er is een serie studioalbums, live-albums en geremasterde oudere albums uitgebracht. In 1997 gingen Phillip Boa en Pia Lund uit elkaar. Pia Lund verliet de band Phillip Boa and the Voodooclub en wijdde zich aan het uitbrengen van solo-albums. Tussen 2003 en 2013 was ze weer lid van de band, voordat ze eind 2013 de band weer verliet. Sinds 2014 werkt de band samen met verschillende gastzangers.
Het studioalbum Bleach House uit 2014 werd op 22 augustus uitgebracht bij Cargo Records en bereikte #7 in de albumhitlijsten. Na vele intensieve jaren en meer dan 2,5 miljoen verkochte platen, werd het album Blank Expression - A History Of Singles 1986-2016 uitgebracht bij Capitol Records/Universal Music Group op 16 september 2016 en bereikte #8 in de albumlijsten. Naast de belangrijkste singles bevat de werkshow ook 12 nieuwe nummers onder de albumtitel Fresco - A Collection Of 12 New Songs. De "Blank Expression" tournee 2016/2017 was een andere mijlpaal voor de band naar oude glorie. De bezoekerscijfers bereikten opnieuw het niveau van het meest succesvolle jaar tot nu toe (1993), onder andere de Voodooclub speelde uitverkochte concerten in Hamburg, Keulen, Dresden en München en twee avonden op rij in de uitverkochte Berlijnse Huxleys Neue Welt [10].
Phillip Boa is al een tijdje bezig met het afbreken van zijn tenten op het eiland Malta en heeft zijn nieuwe huis verplaatst naar het noorden van Londen. Hij woont nog steeds in zijn woonplaats Dortmund.
Op 10 augustus 2018 werd het studio-album Earthly Powers uitgebracht door Cargo Records, het bereikte (ondanks album streaming weigering) de hoogste chartpositie in de geschiedenis van de band met #3 in de Duitse albumlijsten, het album werd meestal geschreven en opgenomen in Londen, geproduceerd door David Vella en Boa. Het album werd gemixt door Ian Grimble in de Church Studios in Londen, bekend om zijn werk voor de Manic Street Preachers, Mumford & Sons, Daughter of Temples. Mastering werd gedaan in de Power Station Studios, New York, door Fred Kevorkian (The National, Sonic Youth, White Stripes). Earthly Powers klinkt fantastisch, biedt grote ingenieuze songwriting. Een divers album vol kleine verhalen, allemaal verpakt in sterke liedjes en leidend tot een nieuw artistiek hoogtepunt.
Het rocktijdschrift overschaduwt de jury van het album: Terwijl de laatste albums bijna terug zijn op het niveau van eerdere meesterwerken, is Earthly Powers een hoogtepunt in de carrière: betoverende melodieën zoals alleen Boa die kan schrijven en deconstrueren in het volgende moment. Een buitengewoon succesvol album. Ook het muziektijdschrift Visions prijst de nieuwe publicatie.

### Constrictor Records
Phillip Boa richtte in 1986 samen met Pia Lund het label Constrictor Records op. Naast de platen van Phillip Boa en de Voodooclub zijn er ongeveer 50 albums en 10 singles van Duitse en vooral Britse onafhankelijke bands, zoals Jowe Head, Talulah Gosh en Television Personalities uitgebracht. Takken van het Constrictor-label waren Constrictor Musikverlag (of Constrictor Publishing) en Film Noir. In 1991 beëindigde het label Constrictor Records zijn werk. Sinds 1998 geeft de Film Noir uitgeverij Phillip Boa en de Voodooclub uit.

### Receptie
In 2012 schreef John Robb, een gerenommeerde Engelse muziekcriticus, in Louder Than War Magazine: Boa is een van de belangrijkste Duitse artiesten van de afgelopen 30 jaar. De band Die Ärzte zingt over Phillip Boa in hun nummer Wir sind die Besten (bonus ep op het album Jazz ist anders). Ironisch genoeg portretteert ze Boa en zichzelf als de laatste goede muzikanten.

### Stijl
De muziek van Boa is beïnvloed door de Britse postpunk, new wave en avant-garde. Boa's composities en filmtitels worden in heel Europa vaak gebruikt als achtergrondmuziek of als soundtracks voor reportages, documentaires en films. Zo leverde hij onder meer een bijdrage aan het bekroonde BBC-drama Redemption (met de door Oscars genomineerde acteurs Sir Tom Courtenay en Miranda Richardson). Als Duitse componist en songwriter onderscheidt Boa zich door zijn aanpak van het componeren en van de klassieke songwriting. Hij begint met een storyboard, alsof hij een korte film maakt, als een tekenfilm, met ruwe krabbels, tekeningen en complete teksten. Pas als hij klaar is met dit storyboard gaat hij de studio in en maakt hij deze film met zijn muzikanten als regisseur zonder foto's. Wat de muzikanten dan van hem als leidraad krijgen is de sleutel, de precieze snelheid en een exacte beschrijving van de filmscènes.
- Bibliothèque nationale de France: cb139428599 (data)
- Gemeinsame Normdatei: 134659333
- International Standard Name Identifier: 0000 0000 5516 4804
- Library of Congress Control Number: no98016851
- MusicBrainz: addd2886-3e4d-46be-a598-d3fa5e27fbed
- Virtual International Authority File: 20901176
- WorldCat: E39PBJbRpcVq3hXx8KWm9b7WDq